# Comuna Iablunîțea, Verhovîna
Iablunîțea (în ucraineană Яблуниця) este o comună în raionul Verhovîna, regiunea Ivano-Frankivsk, Ucraina, formată din satele Ceremoșna, Iablunîțea (reședința) și Senkivske.

## Demografie
Componența lingvistică a comunei Iablunîțea
     Ucraineană (99,81%)
     Alte limbi (0,19%)
Conform recensământului din 2001, majoritatea populației comunei Iablunîțea era vorbitoare de ucraineană (99,81%), existând în minoritate și vorbitori de alte limbi.